# 公孫竜
公孫 竜または公孫 龍（慣用音: こうそん りゅう、漢音: こうそん りょう、拼音: Gōngsūn Lóng、紀元前310年代頃 - 紀元前250年代頃）は、古代中国戦国時代の思想家。諸子百家の名家の筆頭。「白馬非馬説」「堅白論」などの奇怪な学説をといた。趙の平原君の食客だったが、陰陽家の鄒衍より排撃を受けて趙を去った。著作として『公孫龍子』が伝わる。字は子秉（しへい）。

## 食客として
平原君の食客の一人として数度助言したことが、『史記』平原君虞卿列伝や『呂氏春秋』審応覧淫辞篇に伝わる。『史記』には以下の内容が伝わる。
紀元前260年、長平の戦いで趙は秦に決定的な敗北を喫し、首都邯鄲を包囲されるという危機に陥った。しかし、宰相の平原君が、楚の春申君や魏の信陵君に救援を求めて同意を得ることに成功し、ついに紀元前258年、合従軍によって秦は撤退した。によれば、その後、趙の学者・政治家の虞卿は、平原君が信陵君を趙に招いて邯鄲を救ったことを理由として、平原君の領地を加増するよう王に進言しましょうと申し出た。
その夜中、公孫龍は平原君の屋敷に車で駆けつけ、虞卿の意見に対し異議を唱えた。「わが君がこれまで、宰相になることができましたのも、領地を得ることができましたのも、趙でもっとも才能や功績がある人物だからというわけではありません。ただ、王の親戚だからというまでです。そのうえで（下々の者と同様に）才能や功績を理由に領地を受け取っては、かえって不利になりましょう。しかも、仮に成功したとしても、虞卿めはこれを恩に着せる魂胆でしょう」平原君はこの意見を取り入れ、虞卿の申し出を断った。

## 思想家として
『呂氏春秋』の諸篇によれば、燕の昭王に「偃兵」（非戦・休戦）を説いた後、趙の平原君の食客となり、恵文王に「偃兵」「兼愛」を説いたという。この二つは墨家の思想的特長とされるものでもある。
『公孫龍子』では、「白馬非馬説」すなわち「白とは色の概念であり、馬とは動物の概念である。であるから、この二つが結びついた白馬という概念は馬という概念とは異なる」という論や、「堅白論」すなわち「白くて固い石は手で触っているときには白いということは解らず、目で見ているときには硬いということが解らない。すなわち、白いという概念と硬いという概念は両立しない」という論などを説いている。
『韓非子』外儲説左上篇では、兒説という人物が白馬に乗って関所を通る際、「白馬非馬説」を用いて馬の通行税を免れようとするものの、役人が頑として聞かず、結局は税を支払ったという。別の書物では、公孫龍も同じようなことをしたという（『白孔六帖』巻9所引の『新論』など）。
『史記』平原君虞卿列伝によれば、陰陽家の鄒衍が趙に来て、平原君の面前で「白馬非馬説」などを無用な学説として非難し、「至道」の説を唱えてからは、平原君の寵愛を失い、趙を去ることになったという。その後の行方は知れない。

## 登場文献
- 『公孫龍子』跡府 - 孔子の子孫の孔穿が、公孫龍の門弟になろうと訪ねてきた。しかし孔穿は「白馬非馬」に納得できないという。これに対し公孫龍は、楚共王と孔子の「楚弓楚得」の説話や、尹文の「士」の説話を語って、孔穿の誤りを指摘した。
- 『列子』仲尼 - 道家の魏牟が「白馬非馬」を含む公孫龍の諸学説を弁護した[11]。殷敬順釈文によれば、公孫龍の字は「子秉」だった[5]。
- 『荘子』
  - 秋水 - 公孫龍は魏牟に荘周の思想について教えを請うたが、「井の中の蛙」に大海の広さを教えたら自失してしまう、という旨を説かれ、舌を巻いて逃げ出した[12]。
  - 徐无鬼 - 成玄英疏によれば、荘周と恵施の会話に出てくる四つの学派「儒・墨・楊・秉」の「秉」が、公孫龍の字であり、公孫龍の学派を指すとされる[12]。
  - 天下 - 弁者の代表的人物の一人として言及される[12]。
- 『淮南子』
  - 斉俗訓 - 学説が言及される。許慎注に学説の簡潔な解説がある[13][14]。
  - 道応訓 - 「声が大きい」などの一芸を持った人物を弟子に迎えていた[15]。
  - 詮言訓
- 『呂氏春秋』
  - 有始覧 聴言 - 燕の昭王に「偃兵」を説いた。
  - 審応覧 審応 - 趙の恵文王に「偃兵」「兼愛」を説いた。
  - 審応覧 淫辞 - 趙が魏を秦から守ったことについて、秦が趙に抗議を寄せた。公孫龍は平原君に抗議の退け方を助言した[5]。「藏三牙」または「藏三耳」という学説をめぐって孔穿と討論した[16]。
  - 審応覧 応言 - 燕の昭王に「偃兵」を説いた。高誘（中国語版）注によれば公孫龍は魏の人だった[17]。
- 『史記』
  - 孟子荀卿列伝 - 趙で「堅白同異之辯」を説いた。
  - 平原君虞卿列伝 - 平原君に進言した。鄒衍に非難されて趙を去った。『史記集解』所引の『別録』には、鄒衍の非難の詳細が記されている[18]。
- 『戦国策』趙策 - 平原君虞卿列伝と同内容の進言。
- 『孔叢子』公孫龍
- 『塩鉄論』箴石 - 公孫龍の発言が引用される。同じ篇に「子石」の名も見えることから、本項の公孫龍ではなく孔子の弟子の公孫龍（中国語版）の発言とする解釈もある[19]。
- 『法言』吾子 - 「公孫龍詭辞数万以為法……」
- 『論衡』案書 - 「公孫龍著堅白之論……」
- 『中論』考偽
- 『文心雕龍』諸子
- 『芸文類聚』巻66等所引『荘子』佚文、『太平御覧』巻390所引『説苑』佚文、『新序』雑事二など - 「梁君出猟」説話[20][21]。
- 『初学記』巻7所引『七略』 - 兒説と似た出関説話[22][8]。
- 『白孔六帖』巻9所引『新論』 - 兒説と似た出関説話[9][8]。

## 現代の登場作品
- 原泰久『キングダム』（漫画、集英社）
- 宮城谷昌光『公孫龍』（小説、新潮社）

いずれも名前を借りただけのオリジナルキャラクターに近い。